# ワイン・ガードナー
ワイン・ミッシェル・ガードナー（Wayne Michael Gardner、1959年10月11日 - ）は、オーストラリア、ニューサウスウェールズ州ウロンゴン出身の元オートバイ・ロードレーサーであり元四輪レーサー。ロードレース世界選手権500ccクラスの1987年チャンピオン。エディ・ローソン、ウェイン・レイニー、ケビン・シュワンツとともに「四強」と称される。
パワースライドを駆使した豪快なライディングとロスマンズ・ブルーのマシンカラーから「ブルー・サンダー」の異名を取った。また鈴鹿8時間耐久ロードレースで歴代2位の4勝を挙げ、「8耐男」とも呼ばれた。二輪引退後は四輪で活躍し、全日本GT選手権にもフル参戦した。

## 経歴

### デビュー
17歳のときに、中古のTZを購入するために父親が経営する会社で働いて購入資金を稼ぐ。
1980年、オーストラリア国内レースで走っていた際、日本のモリワキの代表である森脇護に才能を見いだされる。1981年にモリワキからイギリス国内のTT-F1に参戦するとともに、3月にはAMAのデイトナスーパーバイククラスに出場しZ1R-IIで4位に入賞する。6月には全日本選手権の鈴鹿200kmレース(NR500が優勝した500ccクラスとは別クラス)で優勝した。この年の鈴鹿8時間耐久オートバイレース（鈴鹿8耐）でモリワキ・モンスターに乗り驚異的な予選タイムを記録し、決勝でも60周回目に首位に立つがその周回のスプーンカーブで転倒しリタイヤとなる。その後、日本やイギリスなどのレースで活躍し、実力をアピールしていく。
1983年、第8戦オランダGPでロードレース世界選手権（WGP）にデビューするが、このレースで衝撃的なアクシデントに遭遇してしまう。前年度チャンピオンのフランコ・ウンチーニがコース中央で転倒。マシンから投げ出されたウンチーニはとっさにコース外に逃れようとしたが、同じ方向に回避したガードナー車の前輪がウンチーニのヘルメットを直撃。ウンチーニはヘルメットが脱げた状態で地面に叩き付けられ、意識不明で病院に搬送された。同時にガードナーも転倒し世界GPデビュー戦で負傷リタイアという結果になってしまった。
ガードナーとウンチーニの接触は偶然（レーシングアクシデント）であり、ガードナーに非は無いと見る意見が多かったが、「フランコが死んだら私はレースを辞める」と泣きながら関係者に語るほど動揺したという。また事故直後にウンチーニを病院へ見舞った際、事情を把握していなかったウンチーニが所属していたガリーナ・スズキチームのチーム監督であるロベルト・ガリーナに、「おまえの責任だ」と非難されたのもショックだったと語っている。幸いウンチーニは回復して後にレースに復帰。ウンチーニ本人は事故の原因と経緯を理解しており、ガードナーを咎めることはなかった。
1984年は市販のホンダ・RS500を駆り、プライベーターとしてスポット参戦。ワークスのホンダ・NSR500やヤマハ・YZR500に比べ戦闘力が劣るマシンながら、たびたび並み居る強豪を押しのけポイント圏内に食い込み、3位表彰台も獲得。シーズンランキング7位を獲得し関係者の大きな注目を集める。

### ホンダのエースへ
1985年、前年の実績を評価されたガードナーはUKホンダに起用され、3気筒のNS500に乗りセミワークスライダーとして本格参戦。優勝争いには届かないものの、フランスGPでは4気筒のNSR500に乗るフレディ・スペンサーと互角にバトルを展開するなど健闘し、ランキング4位を得る。
この年の鈴鹿8耐では優勝大本命のケニー・ロバーツ、平忠彦組が先行する中、ガードナーは終盤の2時間近くをライダー交代をせず猛追。ロバーツ・平組のリタイアで劇的な初勝利を達成する。連続走行のためチェッカー後はマシンから降りられないほど消耗していたという。以後、ガードナーは鈴鹿8耐においてホンダのエースとして活躍することになる。
1986年はワークスのロスマンズ・ホンダチームに加入し、前年度チャンピオンのスペンサーと共にNSR500で参戦。開幕戦スペインGPでさっそく初勝利を挙げるが、これはトップ独走中のスペンサーが突如右手首の怪我でリタイアしたためであった。結局、スペンサーはこの故障で欠場を重ね、ガードナーは突然「代役エース」に昇格して、孤軍奮闘でワークスホンダの威信を背負って立つことになる。NSR500はフレディー・スペシャルとも呼ばれる扱い難いマシンだったが、これをねじ伏せヤマハのエースエディ・ローソンと激しいチャンピオン争いを展開。計3勝でランキング2位を獲得し、着実に王座への足がかりを固めた。
鈴鹿８耐にはフランス人ライダーのドミニク・サロンとコンビを組んで出場。予選でポールポジションを獲得し、決勝でもホールショットを奪うと一度も首位の座を明け渡すことなく独走で完全優勝を果たし連覇を達成した。

### チャンピオンから引退へ

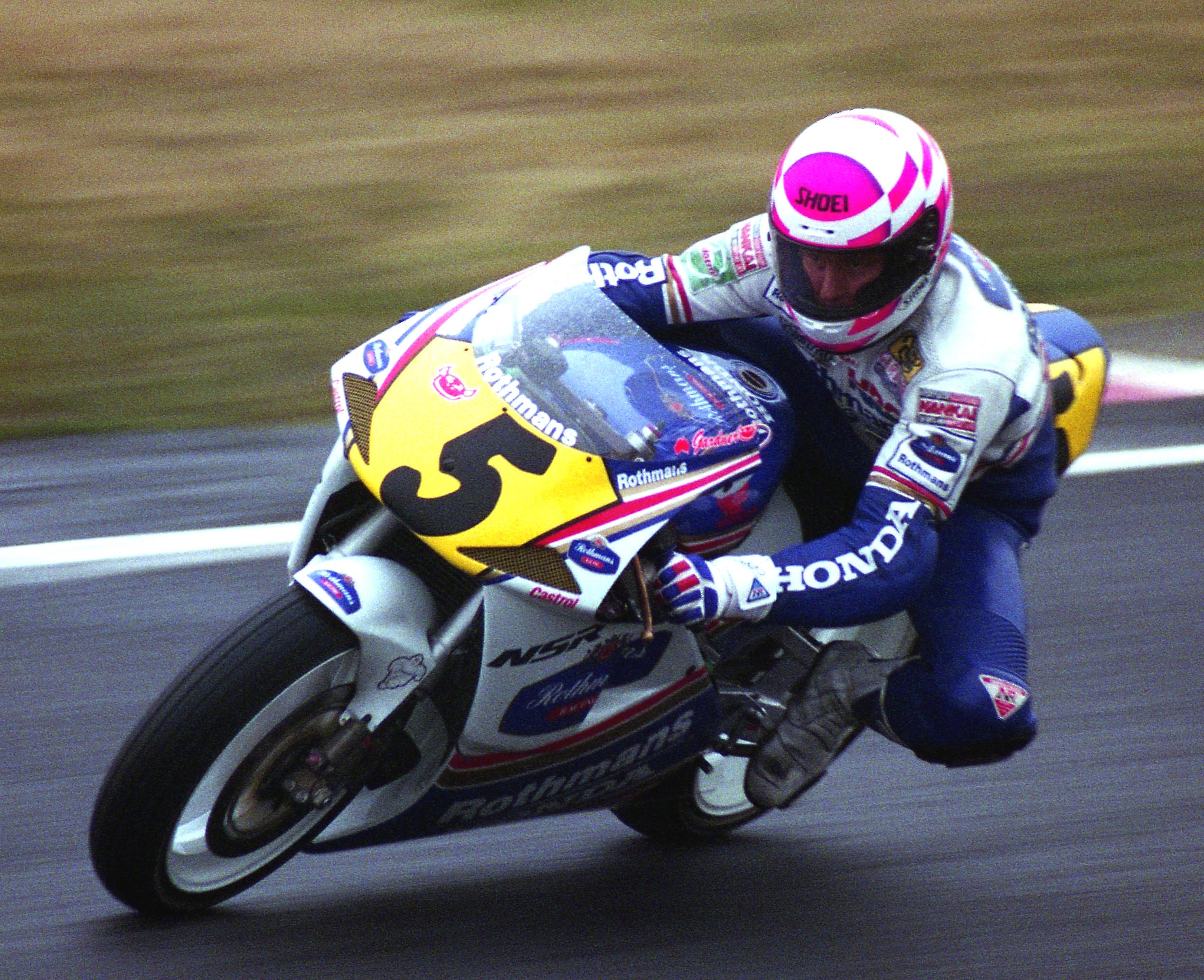
NSR500を駆るガードナー（1992年日本GP）

1986年のシーズンオフ、名エンジニアジェレミー・バージェスらとマシン開発の主導権をとる。体制充実して臨んだ1987年は、不調のローソンに代わり台頭したラッキーストライク・ヤマハのランディ・マモラと激しいポイント争いを展開。終始安定した強さでシーズン7勝を挙げ、第14戦ブラジルGPでオーストラリア人初のWGP500ccクラスチャンピオンに輝いた。
ゼッケン1番をつけて臨んだ1988年はマシン開発が遅れ、4勝を挙げるがローソンにタイトル奪還を許す。また、ケビン・シュワンツ、ウェイン・レイニーら新世代の台頭にも直面した。シーズン後には宿敵ローソンがホンダへ電撃移籍を表明し、同メーカー内で真価を問われることとなる。
1989年は初開催の地元オーストラリアGPを制したものの、次戦アメリカGPで右足骨折の重傷を負い、早々とタイトル争いから脱落する。以降、毎年のようにケガで満足に戦えない状態が続き、ホンダのエースの座も同郷の後輩マイケル・ドゥーハンに譲ることになる。1990年においてはアーブ・カネモトとジョイント。スペイン、オーストラリアと2勝するものの序盤での怪我が響きランキング5位。1991年は鈴鹿8耐でドゥーハンとコンビを組み5年ぶりに優勝したが、前年度の怪我の影響を引きずったWGPではNSR500の開発の主導権がドゥーハンに移ったこともあって85年以来の未勝利に終わった。
1992年、開幕戦日本GPで転倒を喫しまたしても右足を骨折し、シーズン前半戦を欠場。ダリル・ビーティーとコンビを組んだ鈴鹿8耐で最後の4勝目を記録すると、第11戦イギリスGPのレース前にシーズン後の引退を宣言。そのレースで1990年オーストラリアGP以来の勝利を飾り、引退への花道とした。

### 四輪レース転向
WGP引退後は四輪レースに転向。二輪引退直後に開催されたF1オーストラリアGPでは同じオーストラリア出身のピーター・コリンズがチームマネージャーをしていたチーム・ロータスの計らいにより、現行F1マシンであるロータス・107をデモ走行させた。以後、母国でワイン・ガードナー・レーシングチームを結成し、V8スーパーカーなどに参戦する。1998年にはル・マン24時間レースにも挑戦。また、1996年より日本の全日本GT選手権にもトヨタ・スープラで参戦し、1999年、2001年にそれぞれ1勝を挙げた。2002年シーズンをもって現役レース活動を終える。

### 引退後
現役引退後は2人の息子・長男レミーと次男ルカをライダーとして育てるべく、地元・オーストラリアで「チームガードナーレーシング」を結成し、自らはオーナー兼監督を務めている。2012年からは古巣のモリワキと共にMoto3用マシンの開発を行うこととなり、また息子たちのステップアップもあり、チームの拠点をスペイン・バルセロナに移すことになった。長男のレミーは順調にステップアップを続け、2021年はレッドブル・KTM・アジョからmoto2クラスに参戦、2022年はテック3・KTMと契約し、モトGPクラスに参戦することが発表された。
2016年10月16日、息子が参戦しているロードレース世界選手権日本GPが開催されていたツインリンクもてぎの敷地内で、交通トラブルから男性3人の胸ぐらをつかむなどしたとして、暴行容疑で栃木県警茂木署に息子とともに逮捕された。彼が釈放されたのは、息子より後の12日後のことであった。

## 主な成績

### 2輪レース

#### オーストラリア、イギリス時代
- 1979年 - オーストラリア選手権350ccクラス 3位[5]
- 1980年 - オーストラリア カストロール6時間耐久レース 優勝[5]
- 1981年 - オーストラリア スワンシリーズ チャンピオン[5]
- 1982年 - オーストラリア カストロール6時間耐久レース 優勝[5]
- 1983年 - イギリス TTフォーミュラ F1クラスチャンピオン[5]
- 1984年 - イギリス TTフォーミュラ F1クラスチャンピオン、オーストラリアスワンシリーズ チャンピオン[5]

#### ロードレース世界選手権
- 凡例
- ボールド体のレースはポールポジション、イタリック体のレースはファステストラップを記録。

| 年   | クラス | チーム（マシン）                       | 1      | 2      | 3      | 4       | 5       | 6       | 7       | 8       | 9      | 10     | 11     | 12     | 13    | 14    | 15    | ポイント | 順位 | 勝利数 |
| ---- | ------ | -------------------------------------- | ------ | ------ | ------ | ------- | ------- | ------- | ------- | ------- | ------ | ------ | ------ | ------ | ----- | ----- | ----- | -------- | ---- | ------ |
| 1983 | 500cc  | プライベーター （RS500R）              | RSA -  | FRA -  | ITA -  | GER -   | SPA -   | AUT -   | YUG -   | NED NC  | BEL -  | GBR NC | SWE -  | RSM -  |       |       |       | 0        | -    | 0      |
| 1984 | 500cc  | プライベーター （RS500R）              | RSA -  | ITA 4  | SPA -  | AUT -   | GER -   | FRA -   | YUG -   | NED 5   | BEL 7  | GBR 6  | SWE 3  | RSM -  |       |       |       | 33       | 7位  | 0      |
| 1985 | 500cc  | ロスマンズ・ホンダ・ブリテン （NS500） | RSA 3  | SPA 4  | GER 6  | ITA 3   | AUT 15  | YUG 3   | NED 3   | BEL 4   | FRA NC | GBR NC | SWE NC | RSM 2  |       |       |       | 73       | 4位  | 0      |
| 1986 | 500cc  | ロスマンズ・ホンダ （NSR500）          | SPA 1  | ITA 16 | GER 2  | AUT 2   | YUG 3   | NED 1   | BEL 4   | FRA 5   | GBR 1  | SWE 2  | RSM 2  |        |       |       |       | 117      | 2位  | 3      |
| 1987 | 500cc  | ロスマンズ・ホンダ （NSR500）          | JPN 2  | SPA 1  | GER 10 | ITA 1   | AUT 1   | YUG 1   | NED 2   | FRA 4   | GBR 2  | SWE 1  | CZE 1  | RSM 3  | POR 4 | BRA 1 | ARG 3 | 178      | 1位  | 7      |
| 1988 | 500cc  | ロスマンズ・ホンダ （NSR500）          | JPN 2  | USA 2  | SPA 3  | EXP 5   | ITA 2   | GER 8   | AUT NC  | NED 1   | BEL 1  | YUG 1  | FRA 4  | GBR 2  | SWE 2 | CZE 1 | BRA 2 | 229      | 2位  | 4      |
| 1989 | 500cc  | ロスマンズ・ホンダ （NSR500）          | JPN 4  | AUS 1  | USA NC | SPA INJ | ITA INJ | GER INJ | AUT INJ | YUG INJ | NED 6  | BEL NC | FRA NC | GBR NC | SWE 3 | CZE - | BRA 7 | 67       | 10位 | 1      |
| 1990 | 500cc  | ロスマンズ・ホンダ （NSR500）          | JPN 2  | USA NC | SPA 1  | ITA 4   | GER INJ | AUT INJ | YUG INJ | NED NC  | BEL 10 | FRA 2  | GBR NC | SWE 3  | CZE 2 | HUN 4 | AUS 1 | 138      | 5位  | 2      |
| 1991 | 500cc  | ロスマンズ・ホンダ （NSR500）          | JPN 5  | AUS 4  | USA 7  | SPA 7   | ITA -   | GER 5   | AUT 4   | EUR 3   | NED 3  | FRA 10 | GBR 5  | RSM 4  | CZE 4 | VDM 5 | MAL 2 | 161      | 5位  | 0      |
| 1992 | 500cc  | ロスマンズ・ホンダ （NSR500）          | JPN NC | AUS -  | MAL -  | SPA -   | ITA DNS | EUR -   | GER 3   | NED -   | HUN 6  | FRA 2  | GBR 1  | BRA 4  | RSA 2 |       |       | 78       | 6位  | 1      |

#### 鈴鹿8時間耐久ロードレース
| 年   | 車番 | ペアライダー         | チーム               | マシン               | 予選順位 | 決勝順位 | 周回数 |
| ---- | ---- | -------------------- | -------------------- | -------------------- | -------- | -------- | ------ |
| 1981 | 14   | ジョン・ペイス       | モリワキ・レーシング | モリワキ・モンスター | 1        | Ret      | 60     |
| 1984 | 6    | レイモン・ロッシュ   | チームHRC            | ホンダ・RS750R       | 1        | Ret      | 114    |
| 1985 | 3    | 徳野政樹             | チームHRC            | ホンダ・RVF750       | 2        | 1        | 195    |
| 1986 | 4    | ドミニク・サロン     | チームHRC            | ホンダ・RVF750       | 1        | 1        | 197    |
| 1987 | 1    | ドミニク・サロン     | ロスマンズ・ホンダRT | ホンダ・RVF750       | 1        | Ret      | 141    |
| 1988 | 99   | ニール・マッケンジー | チームHRC            | ホンダ・RVF750       | 2        | Ret      | 96     |
| 1989 | 11   | ミック・ドゥーハン   | チームHRC            | ホンダ・RVF750       | 1        | Ret      | 76     |
| 1990 | 11   | ミック・ドゥーハン   | OKI ホンダRT         | ホンダ・RVF750       | 1        | Ret      | 104    |
| 1991 | 11   | ミック・ドゥーハン   | OKI ホンダRT         | ホンダ・RVF750       | 1        | 1        | 192    |
| 1992 | 11   | ダリル・ビーティー   | OKI ホンダRT         | ホンダ・RVF750       | 5        | 1        | 208    |

### 4輪レース
- 1999年 全日本GT選手権第5戦富士スピードウェイ 優勝(野田英樹)
- 2001年 全日本GT選手権第3戦スポーツランドSUGO 優勝(山路慎一)

#### 全日本GT選手権
| 年     | 所属チーム                              | 使用車両         | クラス | 1      | 2      | 3      | 4      | 5     | 6       | 7      | 8     | 順位 | ポイント |
| ------ | --------------------------------------- | ---------------- | ------ | ------ | ------ | ------ | ------ | ----- | ------- | ------ | ----- | ---- | -------- |
| 1996年 | トヨタ チーム サード                    | トヨタ・スープラ | GT500  | SUZ 17 | FSW 3  | SEN 4  | FSW 9  | SUG   | MIN 8   |        |       | 10位 | 27       |
| 1997年 | POWER CRAFT                             | トヨタ・スープラ | GT500  | SUZ    | FSW    | SEN 7  | FSW 15 | MIN   | SUG 6   |        |       | 20位 | 10       |
| 1998年 | TEAM POWER CRAFT                        | トヨタ・スープラ | GT500  | SUZ 8  | FSW C  | SEN 10 | FSW 12 | TRM   | MIN Ret | SUG 7  |       | 17位 | 8        |
| 1999年 | エッソウルトロン トヨタ チーム ル・マン | トヨタ・スープラ | GT500  | SUZ    | FSW 8  | SUG 16 | MIN 5  | FSW 1 | TAI 9   | TRM 13 |       | 12位 | 33       |
| 2000年 | エッソウルトロン トヨタ チーム ル・マン | トヨタ・スープラ | GT500  | TRM 8  | FSW 4  | SUG 7  | FSW 15 | TAI 7 | MIN 5   | SUZ 6  |       | 9位  | 35       |
| 2001年 | TOYOTA TEAM TOM'S                       | トヨタ・スープラ | GT500  | TAI 5  | FSW 9  | SUG 1  | FSW 10 | TRM 8 | SUZ 4   | MIN 9  |       | 6位  | 46       |
| 2002年 | TOYOTA TEAM TOM'S                       | トヨタ・スープラ | GT500  | TAI 8  | FSW 14 | SUG 10 | SEP 2  | FSW 5 | TRM 6   | MIN 3  | SUZ 9 | 7位  | 52       |

#### ル・マン24時間レース
| 年     | チーム           | コ・ドライバー                                  | 車                                      | クラス | 周回 | 総合順位 | クラス順位 |
| ------ | ---------------- | ----------------------------------------------- | --------------------------------------- | ------ | ---- | -------- | ---------- |
| 1998年 | ソリューション F | フィリップ・ガッシェ ディディエ・デ・ラディゲス | ライリーアンドスコット・Mk III-フォード | LMP1   | 155  | DNF      | DNF        |

#### バサースト1000
| 年     | チーム                                 | コ・ドライバー       | 車両                                      | クラス | 周回 | 総合順位 | クラス順位 |
| ------ | -------------------------------------- | -------------------- | ----------------------------------------- | ------ | ---- | -------- | ---------- |
| 1992年 | ストラスフィールド・カー・ラジオ       | グラハム・モーリィ   | ホールデン・ VN コモドア SS グループ A SV | A      | 119  | 26位     | 21位       |
| 1993年 | ホールデン・レーシングチーム           | ブラッド・ジョーンズ | ホールデン・VP コモドア                   | A      | 160  | 3位      | 3位        |
| 1994年 | コカ・コーラ・レーシング               | ネイル・クロムプトン | ホールデン・VP コモドア                   | A      | 99   | DNF      | DNF        |
| 1995年 | コカ・コーラ・レーシング               | ネイル・クロムプトン | ホールデン・VR コモドア                   |        | 161  | 3位      | 3位        |
| 1996年 | コカ・コーラ・レーシング               | ネイル・クロムプトン | ホールデン・VR コモドア                   |        | 160  | 4位      | 4位        |
| 1997年 | ワイン・ガードナー・レーシング         | ネイル・クロムプトン | ホールデン・VS コモドア                   | L1     | 89   | DNF      | DNF        |
| 1998年 | ワイン・ガードナー・レーシング         | ポール・ストケル     | ホールデン・VS コモドア                   | OC     | 149  | 13位     | 12位       |
| 1999年 | ワイン・ガードナー・レーシング         | デビッド・ブラバム   | ホールデン・VT コモドア                   |        | 157  | 14位     | 14位       |
| 2000年 | フォード・ティックフォード・レーシング | ニール・ベイツ       | フォード・AU ファルコン                   |        | 45   | DNF      | DNF        |
| 2001年 | レイクハム・モータースポーツ           | マーク・レイクハム   | フォード・AU ファルコン                   |        | 106  | DNF      | DNF        |
| 2002年 | ストーン・ブラザーズ・レーシング       | デビッド・ベスナード | フォード・AU ファルコン                   |        | -    | DNS      | DNS        |

## 人物
趣味は、レーシングカート、サイクリング、モーターサイクル、旅行、ジョギング、子供たちと遊ぶこと。
ワインは子供時代に学校から怠け者と見なされていた。母親は説教をするのだが、それが無駄なことであることはわかっていた。学校からこのような評価をされていたワインであるが、学校へ行くことは楽しみであった。友だちと遊ぶことが大好きだったからである。このような子供時代を送ったため、ワインは勉強をしなかった。大人になってから、もっと勉強しておけばよかった、と語っている。
勉強嫌いなワインは学校（日本の高等学校に相当）を辞めて仕事を探したが職を得ることができず、仕方なくまた学校に戻る。学校に通いながら仕事を探し、仕事が見つかると学校へは行かなくなった。
ワインがレーシングライダーになる上で、父親の援助は大きなものであった。父親はワインのことを猫可愛いがりしていた。母親はワインがレーシングライダーになることを快く思っていなかったので、夫婦喧嘩の原因はワインのことであった。そんな母親も、ワインが地元のレースの125ccクラスで6戦全勝すると、ワインが上げた実績を認めることになった。
雑誌でフレディ・スペンサーやケニー・ロバーツの活躍を知ったワインは、自分ならもっとうまくやってのける、と思っていた。ワインは勝つことに貪欲であった。ワインは勝つことにもっとも必要なことは集中力だという。ほかには、勝とうする意欲、レースを楽しむこと。
ワインは多くのトップライダーと同様に勝つことに楽しみを見い出している。ワインが優勝したときの家族やチームのメンバーの笑顔を見ることが大好きである。
ワインは個人競技的なロードレースのライダーになることを選んだのであるが、チームプレーを好み、サッカーやホッケーなどのチーム競技が好きである。プロのチーム競技においては選手一人一人の責任は重いのだが、ワインはプロのGPライダー一人が負う責任はより重いと考えている。極論すれば、サッカー選手の場合はチームの優勝だけを考えてプレーすればよいのだが、GPライダーの場合は最低でもチームとバイクメーカー、スポンサーのことを考えなければならない。
ワインはロスマンズ・ホンダ・チームと契約するまでは競争力のあるGPマシンを得ることができなかったため、攻撃的な走りをせざるを得なかった。ただし、フレディがチームメイトだった頃のNSR500は「フレディ専用設計」という面があったため、ガードナーにとっては乗りづらく、それを補うためにやはり攻撃的な走りをせざるを得なかった。
ワインは、オフシーズン中はレースのことはなるべく考えないようにしている。それでもレースのことがふと頭に浮かんだときには、無理にそれを抑えつけることはせず、レースについて思い巡らすことにしている。
ワインは人生もレースも楽しんでいる。